# Марса-ель-Мукейбіле
Марса́-ель-Мукейбі́ле — бухта, розташована в західній частині затоки Акаба Червоного моря. Розташована в межах Єгипту. Північний берег є частиною курортної зони.
| Єгипет | Це незавершена стаття з географії Єгипту. Ви можете допомогти проєкту, виправивши або дописавши її. |